# پنزینگ (باواریا)
پنزینگ (باواریا) (به آلمانی: Penzing, Bavaria) یک شهر در آلمان است که در بایرن واقع شده‌است.

## خصوصیات
پنزینگ ۳۳٫۷۹ کیلومترمربع مساحت دارد ۶۲۰ متر بالاتر از سطح دریا واقع شده‌است.